# Émilie Arnal
Pour les articles homonymes, voir Arnal.
Émilie Arnal est une poétesse et romancière française, née à Millau (Aveyron) le 20 février 1863 et morte le 7 octobre 1935 à Lapeyrouse-Fossat (Haute-Garonne).
Professeure de français et de littérature dans un lycée pour filles à Paris, elle publie son premier livre à l'âge de 45 ans, un recueil de poèmes intitulé Vers les sommets. Ses poèmes, influencés par Alphonse de Lamartine, Sully Prudhomme et Alfred de Vigny, sont empreints de mélancolie et de solitude. Elle publie l'année suivante son unique roman, Marthe Brienz, qui aborde la question du célibat des femmes et de la marginalisation qui en découle. Remarquée par la critique, elle remporte le prix Archon-Despérouses en 1911, pour La Maison de Granit, un nouveau recueil de poèmes où s'expriment ses rêves d'un amour idéal et irréalisable.
Après une longue période sans publier, elle revient sur la scène littéraire en 1925, avec Les Chansons d'Aëllo, suivi par Les Annonciateurs (1928) qui reprend les thèmes de la mélancolie et du pessimisme. Elle se montre plus optimiste dans deux de ses recueils, Le Pays de lumière (1927) et L'Hôte divin (1928), d'inspiration purement chrétienne. Son dernier ouvrage, Un Oiseau dans l'azur (1932), est un recueil de courts récits autobiographiques, où elle raconte son enfance et son adolescence. Retirée près de Toulouse pour prendre soin de sa sœur, elle meurt quelques mois après cette dernière.
Elle reçoit plusieurs distinctions au cours de sa vie, dont le prix Archon-Despérouses, le prix d'Académie pour L'Hôte divin, le prix Fabien Artigue de l'Académie des Jeux Floraux de Toulouse pour Un Oiseau dans l'azur, et le prix de poésie des félibres de Basse-Auvergne pour l'ensemble de son œuvre.

## Biographie

### Jeunesse
Marie Émile Arnal naît à Millau le 20 février 1863. Née dans le Rouergue, elle est d’origine auvergnate par sa mère,. Elle est la fille de Lucien Arnal, commerçant, et d’Elmy Vidal. Son grand-père maternel, Hippolyte Vidal, est un fervent républicain, exilé en Espagne lors de la Révolution de 1830. Elle est très attachée à lui et il lui fait connaître Lamartine, Alfred de Vigny, Alfred de Musset et Chateaubriand. Plusieurs membres de sa famille jouent de la musique et la fillette se montre douée, remportant des prix de chant et de piano. Son père tient un magasin de nouveautés à Millau et séjourne régulièrement à Paris, d’où il ramène des cadeaux à sa fille. Elle a une sœur cadette, Lucie, qui deviendra religieuse,.
Elle perd son grand-père en 1872, puis son père l’année suivante. Après des études dans un établissement religieux, elle s’installe à Paris à l’âge de 16 ans et commence à étudier à l’École de Sèvres. Elle devient professeure de français et de littérature au lycée pour filles Edgar Quinet, à Paris, où elle est une enseignante appréciée de ses élèves. Elle mène une vie simple et disciplinée, écrivant de la poésie la nuit, après avoir corrigé les travaux de ses élèves.

### 1908-1911: premiers livres et succès

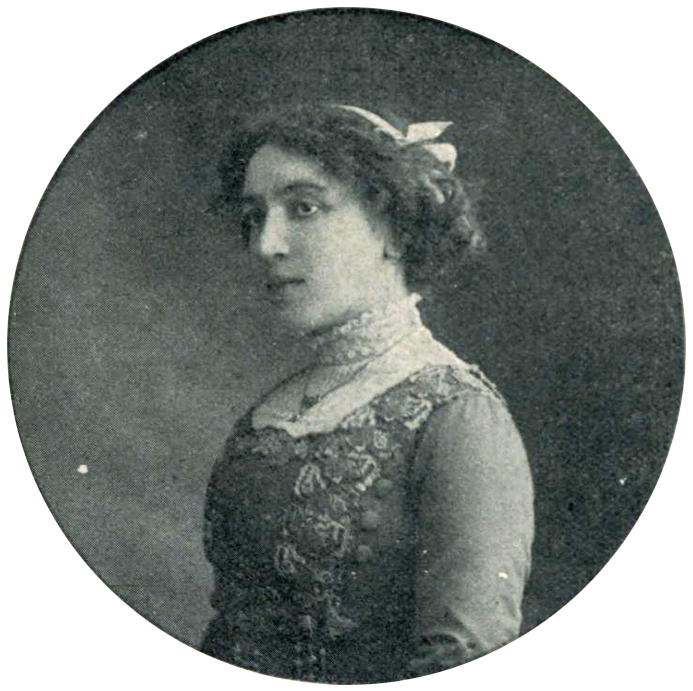
Portrait d'Émilie Arnal paru dans Les Muses françaises d'Alphonse Séché, une anthologie de poétesses parue en 1908.

En 1908, âgée de 45 ans, elle publie son premier livre, un recueil de poésies intitulé Vers les sommets. Dédiés à Sully Prudhomme, ces premiers poèmes, composés de manière classique et régulière, montrent une inspiration parnassienne et lamartinienne. Un critique de la Revue mondaine la qualifie à la sortie de ce recueil d’« incomparable poétesse de la Douleur ». La plupart de ses poèmes sont mélancoliques et abordent les thèmes de la tristesse et de la souffrance, mais aussi de l’acceptation de la douleur :

« Ma tristesse est féconde, elle est sœur de l’amour,
Nul bien n’est préférable au tourment que j’adore,
C’est lui qui fait mon cœur plus noble chaque jour. »

— Vers les sommets
Des critiques comparent Arnal à Alfred de Vigny et Sully Prudhomme, ainsi qu’à Verlaine pour sa sensibilité et sa mélancolie,. L’année suivante est édité son unique roman, Marthe Brienz. Dans un style à nouveau sobre et contenu, elle raconte l’histoire d’une orpheline de 24 ans, célibataire, qui décline les avances de trois hommes : Dorlhac, un musicien ; Maurice Vareines, un riche libertin ; et Henri de Luze, le seul qu’elle aime, mais à qui elle refuse d’avouer ses sentiments. « Œuvre tout à fait remarquable qui place Mlle Émile Arnal à côté des romancières les plus en vue » selon un critique de L’Union aveyronnaise, Marthe Brienz aborde aussi la question des femmes célibataires, de leur indépendance et de leur marginalisation. 
Son principal succès, La Maison de Granit, paraît en 1910. C’est un nouveau recueil de poèmes. Elle y utilise la métaphore d’une maison de granit bâtie par elle-même pour l’abriter dans sa solitude, mais où elle attend malgré tout un amant rêvé : 

« Si tu venais ici ! Cette maison est tienne,
Ces sauvages rochers, cette montagne en fleur,
Cette ferme, ces prés, cette terre ancienne,
Je te les ai donnés en te donnant mon cœur. »

— La Maison de Granit
Au fil de l'ouvrage, le ton reste pessimiste devant l'impossibilité de voir ses rêves d'un amour idéal se réaliser. Robert Veyssié, dans son anthologie de poètes parue en 1912, regrette le manque de souplesse de certains vers et leurs monotonies, mais qualifie Arnal d'« idéaliste inspirée », et juge que le recueil « est le temple d'un poëte exceptionnel ». La Maison de Granit obtient le prix Archon-Despérouses en 1911. Après ces trois livres parus à la suite, Arnal ne publie plus jusqu’en 1925. Elle collabore pendant un temps à La Veillée d'Auvergne,.

### 1925 - 1932: retour sur la scène littéraire

#### Les Chansons d'AëlloetLes Annonciateurs
Les Chansons d’Aëllo paraissent en 1925. C’est un recueil divisé en trois parties, « Sur le mont solitaire », « Au milieu des Vivants » et « Station auprès des Morts ». La première partie est composée de poèmes légers chantant la nature, tandis que les deux suivantes contiennent des poèmes plus spirituels, au sens parfois obscur. Camille Gandilhon Gens d’Armes écrit qu’Arnal montre, dans ce recueil, une « âme douloureuse à la fois et sereinement recueillie », et regrette qu’elle ne soit pas plus connue, même parmi les lecteurs auvergnats et rouergats.
Les Annonciateurs, recueil publié en 1928, synthétise tous les thèmes précédemment abordés par Arnal, selon Amélie Murat. On y retrouve la mélancolie, la solitude ou les regrets de l’amour :

« Pourquoi m’avoir donné ce corps de chair, cette âme
Brûlante d’amour éperdu,
Ces yeux tendres, ces mains caressantes de femme,
Si le bonheur m’est défendu. »

— Les Annonciateurs
Grâce à Les Annonciateurs, Arnal compte parmi les finalistes du prix Fabien Artigue de l'Académie des Jeux Floraux de Toulouse, finalement remporté par Frédéric Saisset. Elle le remporte en 1932 pour son dernier ouvrage, Un Oiseau dans l’azur. Elle y raconte son enfance et sa jeunesse, à travers une centaine de courts récits en prose rythmée.

#### Inspiration chrétienne
Elle publie aussi deux recueils d'inspiration purement chrétienne, Le Pays de Lumière et L’Hôte divin, parus en 1927 et 1928. Dans Le Pays de Lumière, Arnal, au lieu de regrets, montre un optimisme puisé dans sa foi,. Le livre contient de nombreux poèmes dédiés à des saints et des saintes catholiques et, parmi des pièces plutôt naïves, des poèmes plus sombres :

« Alors la Paix descend, grave et silencieuse ;
Et l’être torturé, pantelant et meurtri,
Détaché de la croix par la Vierge pieuse,
Au creux de ses genoux trouve un suprême abri. »

— Le Pays de Lumière
L’Hôte divin, récompensé par l’Académie française, contient des poèmes de formes diverses qui retracent la vie de Jésus, avec les méditations personnelles de la poétesse sur les différents épisodes de l’Évangile. Pour Georges Desdevises Du Dézert, « l’harmonie n’a d’égal que la fermeté de la pensée et la noblesse de l’idéal » dans les vers d’Arnal. Avec Louis Lefebvre et Robert Vallery-Radot, Arnal est le sujet d’une conférence au salon d’Aurel, intitulée « Les poètes chrétiens », le 28 mars 1929.

### Fin de vie
Après avoir passé toute sa carrière d’enseignante à Paris, Arnal se retire près de Millau. Amélie Murat regrette son éloignement de Paris, qui est principalement motivé par la mauvaise santé de sa sœur Lucie, dont elle prend soin,. Elles vivent un temps dans la villa de Cureplats, qu’elle achète en 1928, puis rejoignent un cousin, Louis Saltet, théologien et professeur à l’Institut catholique de Toulouse. Elles s’installent alors dans un château à Lapeyrouse-Fossat. Lucie meurt en décembre 1934, et la santé d’Émilie Arnal commence alors à décliner. Elle meurt le 7 octobre 1935. Selon sa volonté, elle est inhumée au cimetière de l’Égalité à Millau, dans la sépulture familiale,. Elle laisse deux projets inachevés : Le Dieu, un drame lyrique, et La Fleur vivante, un roman.

## Postérité
Georges Desdevises Du Dézert publie un hommage sous forme de poème, À la mémoire d’Émilie Arnal, dans Échos d’Auvergne.
Une rue de Millau porte son nom.

## Distinctions
- Prix Archon-Despérouses pour La Maison de granit, 1911, 500F[21].
- Prix d’Académie pour L’Hôte divin, 1927, 1000F[21].
- Prix de poésie des félibres de Basse-Auvergne pour l'ensemble de son œuvre, 1000F, 1930[33].

- Prix Fabien Artigue de l’Académie des Jeux Floraux de Toulouse pour Un Oiseau dans l’azur, 1932[2].

## Œuvres
- Vers les sommets, Paris, Sansot, 1908 (BNF 31731489).
- Marthe Brienz, Paris, Plon, 1909.
- La Maison de Granit, poème d'amour, Paris, Plon, 1910 (BNF 31731485, lire en ligne).
- Les Chansons d'Aëllo, Paris, Chiberre, 1925 (BNF 31731483).
- Le Pays de Lumière, Paris, Plon, 1927 (BNF 31731487).
- Les Annonciateurs, Aurillac, U.S.H.A., 1928.
- L'Hôte divin, Paris, Plon, 1928 (BNF 31731484).
- Un Oiseau dans l'azur, Paris, Plon, 1932 (BNF 31731488).